# Saison 4 de Glee
Chronologie
Saison 3 Saison 5
Cette page présente le guide des épisodes de la quatrième saison de la série télévisée Glee.

## Généralités
- Le 9 avril 2012, la série a été renouvelée pour une quatrième saison[1],[2] dont la diffusion a débuté le 13 septembre 2012[3].
- La saison est diffusée en simultané au Canada sur le réseau Global.
- En France, cette saison est diffusée à partir du 25 mai 2013 sur OCS Happy et du 1er mars 2014 sur W9.
- Au Québec, cette saison a été diffusée du 28 août 2013 au 5 février 2014 sur VRAK.TV[4].
- Elle est inédite dans les autres pays francophones.

## Synopsis de la saison
Après avoir gagné les Nationales à Chicago, les New Directions deviennent populaires, mais cette popularité leur déplaît très vite, et ils redeviennent alors les "losers" qu'ils étaient auparavant. Comme beaucoup d'anciens élèves sont partis du lycée le Glee doit recruter de nouveaux membres. Quant à Rachel, elle fait ses premiers pas à la NYADA, et va se heurter à la difficulté des cours et à l'absence de Finn.
Nous suivrons également les parcours de Kurt, Finn et Santana au cours de la saison.

## Distribution
Pour cette quatrième saison, des changements majeurs sur la distribution sont à prévoir. Après avoir obtenu leur diplôme d'études secondaires à la fin de la saison 3, Rachel, Kurt, Finn, Santana, Quinn, Mercedes, Puck et Mike ont quitté l'école mais aussi le Glee Club. Sur ces 8 personnages, nous allons continuer à suivre 4 d’entre eux : Rachel, Kurt, Finn et Santana, tandis que le Glee Club est rejoint par de nouveaux membres. Quinn, Mercedes, Puck et Mike sont désormais des personnages secondaires et feront des retours dans la série de temps à autre, mais ne seront pas suivis dans leurs universités respectives.

### Acteurs principaux
- Chris Colfer (VF : Olivier Podesta) : Kurt Hummel
- Darren Criss (VF : Stanislas Forlani) : Blaine Anderson
- Jane Lynch (VF : Josiane Pinson) : Sue Sylvester
- Kevin McHale (VF : Taric Mehani) : Artie Abrams
- Lea Michele (VF : Kelly Marot) : Rachel Berry
- Cory Monteith (VF : Charles Pestel) : Finn Hudson
- Heather Morris (VF : Laurence Sacquet) : Brittany Pierce
- Matthew Morrison (VF : Xavier Fagnon)  : Will Schuester
- Chord Overstreet (VF : Antoine Schoumsky) : Sam Evans
- Amber Riley (VF : Adeline Moreau) : Mercedes Jones
- Naya Rivera (VF : Valérie Nosrée) : Santana Lopez
- Mark Salling (VF : Emmanuel Garijo) : Noah Puckerman
- Harry Shum Jr (VF : Yann Le Madic) : Mike Chang
- Jenna Ushkowitz (VF : Laëtitia Godès) : Tina Cohen-Chang

### Acteurs secondaires
- Jacob Artist[5] : Jake Puckerman
- Melissa Benoist[6] : Marley Rose
- Becca Tobin[6] : Kitty Wilde (en)
- Alex Newell : Wade "Unique" Adams
- Blake Jenner : Ryder Lynn (en)
- Jayma Mays : Emma Pillsbury
- Dot Jones : Shannon Beiste
- Vanessa Lengies : Sugar Motta[7]
- Josh Sussman : Jacob Ben Israel
- Samuel Larsen : Joe Hart
- Mike O'Malley : Burt Hummel
- Iqbal Theba : Principal Figgins
- NeNe Leakes : Roz Washington
- Dean Geyer[5] : Brody Weston
- Grant Gustin : Sebastian Smythe
- Trisha Rae Stahl (en) : Millie Rose
- Dianna Agron : Quinn Fabray

### Acteurs invités
- Kate Hudson[8] (V. F. : Barbara Delsol) : Cassandra July (épisodes 1, 2, 6, 9 et 21)
- Whoopi Goldberg (V. F. : Maïk Darah) : Carmen Tibideaux (épisodes 1 et 9)
- Sarah Jessica Parker[8] (V. F. : Martine Irzenski) : Isabelle Wright[9] (épisodes 3, 8 et 20)
- Jessalyn Gilsig (V. F. : Rafaèle Moutier) : Terri Delmonico (épisode 10)
- Damian McGinty (V. F. : Olivier Martret) : Rory Flanagan (en) (épisode 10)
- Jessica Sanchez[10](V. F. : Jessica Barrier) : Frida Romero (épisodes 20 et 22)
- Katey Sagal (VF : Martine Meiraghe) : Nancy Abrams, la mère d'Artie (épisode 21)
- Patty Duke : Jan (épisode 22)
- Meredith Baxter : Liz (épisode 22)

## Épisodes

### Épisode 1:La Nouvelle Rachel
- États-Unis /  Canada : 13 septembre 2012 sur FOX[3] / Global
- France : 
  - 25 mai 2013 sur Orange Cinéhappy
  - 1er mars 2014 sur W9
- Québec : 28 août 2013 sur VRAK.TV[4]

- États-Unis : 7,41 millions de téléspectateurs[12]
- Canada : 1,71 million de téléspectateurs[13]
- France : 397 000 téléspectateurs[14] (Diffusion sur W9)

- Kate Hudson (Cassandra July)
- Whoopi Goldberg (Carmen Tibideaux)

- Sister Christian (Night Ranger) (Brody Weston (Dean Geyer))
- Call Me Maybe (Carly Rae Jepsen) (Wade "Unique" Adams, Blaine Anderson, Tina Cohen-Chang et Brittany Pierce)
- Americano/Dance Again (Lady Gaga/Jennifer Lopez ft. Pitbull) (Cassandra July et les élèves de la NYADA)
- Never Say Never (The Fray) (Jake Puckerman (Jacob Artist))
- New York State of Mind (Billy Joel reprise par Barbara Streisand) (Rachel Berry et Marley Rose (Melissa Benoist))
- It's Time (Imagine Dragons) (Blaine Anderson)
- Chasing Pavements (Adele) (Marley Rose et les New Directions)

- La chanson Rebel You de Billy Idol devait être reprise par Jake mais elle a été remplacée par une autre.

### Épisode 2:Britney 2.0
- États-Unis /  Canada : 20 septembre 2012 sur FOX / Global
- France : 
  - 25 mai 2013 sur Orange Cinéhappy
  - 1er mars 2014 sur W9
- Québec : 4 septembre 2013 sur VRAK.TV

- États-Unis : 7,46 millions de téléspectateurs[16]
- Canada : 1,54 million de téléspectateurs[17]
- France : 456 000 téléspectateurs[14] (Diffusion sur W9)

- Kate Hudson (Cassandra July)
- Mark Salling (Noah Puckerman)

- Hold It Against Me (Brittany Pierce avec Kitty Wilde (Becca Tobin) et les Cheerios)
- Boys/Boyfriend (Britney Spears/Justin Bieber) (Artie Abrams et Blaine Anderson)
- Womanizer (Wade "Unique" Adams, Tina Cohen-Chang et Marley Rose)
- 3 (Tina Cohen-Chang, Joe Hart et Sam Evans)
- Crazy/(You Drive Me) Crazy (Aerosmith/Britney Spears) (Jake Puckerman et Marley Rose)
- Oops!... I Did It Again[9] (Rachel Berry)
- Gimme More (Brittany Pierce et les New Directions)
- Everytime (Marley Rose)

- Cet épisode est un hommage à Britney Spears à la suite du succès du précédent épisode hommage diffusé au début de la saison 2 (Toxic).
- Noah Puckerman fait son retour dans cet épisode.
- Vanessa Lengies, l'interprète de Sugar, n'apparaît pas dans cet épisode.

### Épisode 3:Fashion in the city
- États-Unis /  Canada : 27 septembre 2012 sur FOX / Global
- France : 
  - 1er juin 2013 sur Orange Cinéhappy
  - 8 mars 2014 sur W9
- Québec : 11 septembre 2013 sur VRAK.TV

- États-Unis : 5,79 millions de téléspectateurs[18]
- Canada : 1,27 million de téléspectateurs[19]
- France : environ 200 000 téléspectateurs[20] (Diffusion sur W9)

- Sarah Jessica Parker (Isabelle Wright)

- Everybody Wants to Rule the World (Tears for Fears) (Blaine Anderson)
- Celebrity Skin (Hole) (Brittany Pierce et Sam Evans)
- The Way You Look Tonight/You're Never Fully Dressed Without a Smile (Fred Astaire/Annie) (Isabelle Wright, Kurt Hummel et Rachel Berry)
- A Change Would Do You Good (Sheryl Crow) (Rachel Berry et Brody Weston)
- Moon River (Audrey Hepburn) (en arrière fond)

- La chanson Mister Monotony de Judy Garland devait être reprise par Sue et Will, mais elle a finalement été coupée au montage.

### Épisode 4:Nos premiers émois
- États-Unis /  Canada : 4 octobre 2012 sur FOX / Global
- France : 
  - 1er juin 2013 sur Orange Cinéhappy
  - 8 mars 2014 sur W9
- Québec : 18 septembre 2013 sur VRAK.TV

- États-Unis : 6,07 millions de téléspectateurs[22]
- Canada : 1,22 million de téléspectateurs[23]
- France : environ 200 000 téléspectateurs[20] (Diffusion sur W9)

- Barely Breathing (Duncan Sheik) (Finn Hudson et Blaine Anderson)
- Give Your Heart a Break (Demi Lovato) (Rachel Berry et Brody Weston)
- Teenage Dream (Katy Perry) (Blaine Anderson)
- Don't Speak (No Doubt) (Finn Hudson, Blaine Anderson, Rachel Berry et Kurt Hummel)
- Mine (Taylor Swift) (Santana Lopez)
- The Scientist (Coldplay) (Finn Hudson, Rachel Berry, Kurt Hummel, Blaine Anderson, Santana Lopez, Brittany Pierce, Will Schuester et Emma Pillsbury)

- C'est la deuxième fois que la chanson Teenage Dream est interprétée par Blaine Anderson. La première fois était au cours de l'épisode Never Been Kissed (Saison 2, Episode 6). C'était d'ailleurs la première chanson chantée par le personnage (et donc par Darren Criss), ainsi que sa première apparition.
- Naya Rivera aurait dû reprendre la chanson Bad Religion de Frank Ocean.

### Épisode 5:Le Rôle de sa vie
- États-Unis /  Canada : 8 novembre 2012 sur FOX / Global
- France :
  - 8 juin 2013 sur Orange Cinéhappy
  - 8 mars 2014 sur W9
- Québec : 25 septembre 2013 sur VRAK.TV

- États-Unis : 5,68 millions de téléspectateurs[24]
- France : environ 200 000 téléspectateurs[20] (Diffusion sur W9)

- Amber Riley (Mercedes Jones)
- Harry Shum Jr (Mike Chang)

- Hopelessly Devoted to You (Grease) (Blaine Anderson)
- Blow Me (One Last Kiss) (P!nk) (Marley Rose et Wade "Unique" Adams)
- Juke Box Hero (Foreigner) (Finn Hudson et Ryder Lynn)
- Everybody Talks (Neon Trees) (Jake Puckerman et Kitty Wilde)
- Born To Hand Jive  (Grease) (Mercedes Jones avec Marley Rose, Ryder Lynn, Jake Puckerman et les New Directions et Mike Chang)

- Blake Jenner, gagnant de la deuxième saison du The Glee Project fait sa première apparition dans cet épisode en tant que Ryder Lynn.
- Mercedes Jones et Mike Chang font leur retour dans cet épisode.

### Épisode 6:Grease
- États-Unis /  Canada : 15 novembre 2012 sur FOX / Global
- France : 8 juin 2013 sur Orange Cinéhappy
- Québec : 2 octobre 2013 sur VRAK.TV

- États-Unis : 5,22 millions de téléspectateurs[25]

- Kate Hudson (Cassandra July)
- Amber Riley (Mercedes Jones)
- Harry Shum Jr (Mike Chang)

- Greased Lightning (Ryder Linn, Sam Evans avec les garçons des New Directions, Finn Hudson et Mike Chang)
- Look at Me, I'm Sandra Dee (Kitty Wilde avec Sugar Motta, Tina Cohen-Chang, Wade "Unique" Adams et Brittany Pierce)
- Beauty School Dropout (Blaine Anderson)
- Look at Me, I'm Sandra Dee (reprise) (Marley Rose)
- There Are Worse Things I Could Do (Santana Lopez, Cassandra July et Wade "Unique" Adams)
- You're the One That I Want (Marley Rose, Ryder Lynn, Rachel Berry, Finn Hudson et les New Directions et les anciens New Directions)

- Cet épisode rend hommage à la musique du film musical Grease. 8 de ses chansons sont interprétées dans l'épisode précédent The Role You Were Born To Play et celui-ci.

### Épisode 7:Duels de super-héros
- États-Unis /  Canada : 22 novembre 2012 sur FOX / Global
- France : 15 juin 2013 sur Orange Cinéhappy
- Québec : 9 octobre 2013 sur VRAK.TV

- États-Unis : 4,62 millions de téléspectateurs[26]

- Mark Salling (Noah Puckerman)
- Nolan Gerard Funk (Hunter (Nouveau leader des Warblers))

- Dark Side (Kelly Clarkson) (Blaine Anderson et les Warblers)
- Superman (R.E.M.) (Jake Puckerman et Ryder Lynn)
- Holding Out for a Hero (Bonnie Tyler) (Kitty Wilde et Marley Rose)
- Heroes (David Bowie) (Sam Evans et Blaine Anderson)
- Some Nights (Fun) (Blaine Anderson, Ryder Lynn, Marley Rose, Kitty Wilde, Sam Evans, Jake Puckerman, Tina Cohen-Chang, Joe Hart et les New Directions)

- Les Warblers sont de retour dans cet épisode avec un nouveau leader, Hunter, joué par Nolan Gerard Funk.
- Wade "Unique" Adams n'est pas présent dans l'épisode.
- La chanson Kryptonite de 3 Doors Down devait être reprise par Ryder et Jake, mais une autre chanson a été choisie.

### Épisode 8:Thanksgiving orphelin
- États-Unis /  Canada : 29 novembre 2012 sur FOX / Global
- France : 15 juin 2013 sur Orange Cinéhappy
- Québec : 16 octobre 2013 sur VRAK.TV

- États-Unis : 5,39 millions de téléspectateurs[27]

- Sarah Jessica Parker (Isabelle Wright)
- Dianna Agron (Quinn Fabray)
- Mark Salling (Noah Puckerman)
- Amber Riley (Mercedes Jones)
- Harry Shum Jr (Mike Chang)

- Homeward Bound/Home (Simon et Garfunkel/Phillip Phillips) (Quinn Fabray, Noah Puckerman, Santana Lopez, Finn Hudson, Mercedes Jones et Mike Chang)
- Fantastic Baby (BIGBANG) (en fond sonore)
- Come See About Me (The Supremes) (Quinn Fabray, Brittany Pierce et Santana Lopez)
- Whistle (Flo Rida) (Hunter Clarington et les Warblers)
- Live While We're Young (One Direction) (Sebastian Smythe et les Warblers)
- Let's Have a Kiki/Turkey Lurkey Time (Scissor Sisters/Promises, Promises) (Kurt Hummel, Rachel Berry et Isabelle Wright)
- Over the River and Through the Wood/She'll Be Coming 'Round The Mountain (The Rosedale Mennonites)
- Gangnam Style (Psy) (Tina Cohen-Chang et les New Directions)

- Cet épisode est consacré à la fête américaine Thanksgiving.
- Quinn Fabray fait son retour dans cet épisode.
- Shangela célèbre Drag Queen, révélée par le RuPaul's Drag Race fait une courte apparition dans cet épisode

### Épisode 9:Le Chant du cygne
- États-Unis /  Canada : 6 décembre 2012 sur FOX / Global
- France :22 juin 2013 sur Orange Cinéhappy
- Québec : 23 octobre 2013 sur VRAK.TV

- États-Unis : 5,43 millions de téléspectateurs[28]
- Canada : 1,07 million de téléspectateurs[29]

- Kate Hudson (Cassandra July)
- Whoopi Goldberg (Carmen Tibideaux)

- Somethin' Stupid (Frank Sinatra et Nancy Sinatra) (Sam Evans et Brittany Pierce)
- All That Jazz (Chicago) (Rachel Berry et Cassandra July)
- Being Good Isn't Good Enough (Barbra Streisand)  (Rachel Berry)
- O Holy Night (traditionnel) (Rachel Berry)
- Being Alive (Company) (Kurt Hummel)
- Don't Dream It's Over (Crowded House) (Finn Hudson, Marley Rose, Tina Cohen-Chang, Blaine Anderson, Sam Evans, Brittany Pierce et les New Directions)

- Pour la première fois, on entend Brad le pianiste parler.

### Épisode 10:Glee, Actually
- États-Unis /  Canada : 13 décembre 2012 sur FOX / Global
- France : 22 juin 2013 sur Orange Cinéhappy
- Québec : 30 octobre 2013 sur VRAK.TV

- États-Unis : 5,26 millions de téléspectateurs[31]

- Mark Salling (Noah Puckerman)
- Damian McGinty (Rory Flanagan)
- Jessalyn Gilsig (Terri Delmonico)
- Aisha Tyler (mère de Jake Puckerman)

- Feliz Navidad (José Feliciano) (Artie Abrams)
- White Christmas (Bing Crosby) (Kurt Hummel et Blaine Anderson)
- Hanukkah Oh Hanukkah (Barenaked Ladies) (Jake Puckerman et Noah Puckerman)
- Jingle Bell Rock (Bobby Helms) (Sam Evans et les Cheerios)
- The First Noel (Chant de Noël) (Marley Rose)
- Have Yourself a Merry Little Christmas (Judy Garland) (Marley Rose, Blaine Anderson, Kurt Hummel, Brittany Pierce, Sam Evans, Noah Puckerman, Jake Puckerman et les New Directions)

- Cet épisode fait hommage au film britannique Love Actually, sorti en 2003.
- Rory Flanagan et Terri Delmonico apparaissent dans l'épisode.

### Épisode 11:La Soirée Sadie Hawkins
- États-Unis /  Canada : 24 janvier 2013 sur FOX / Global
- France : 29 juin 2013 sur Orange Cinéhappy
- Québec : 6 novembre 2013 sur VRAK.TV

- États-Unis : 6,79 millions de téléspectateurs[32]

- Ashley Fink (Lauren Zizes)
- Mark Salling (Noah Puckerman)

- I Don't Know How to Love Him (Jesus Christ Superstar) (Tina Cohen-Chang)
- Baby Got Back (Sir Mix a Lot) (Adam et les Apples)
- Tell Him (The Exciters) (Brittany Pierce, Marley Rose et les filles des New Directions)
- No Scrubs (TLC) (Artie Abrams, Joe Hart, Sam Evans, Blaine Anderson, Ryder Lynn)
- Locked Out of Heaven (Bruno Mars) (Wade "Unique" Adams et Marley Rose avec les filles des New Directions)
- I Only Have Eyes For You (The Flamingos) (Ryder Lynn avec Joe Hart et Artie Abrams)

- Cet épisode devait marquer la fin de la collaboration entre Blake Jenner et Glee mais, tout comme Damian McGinty, Samuel Larsen et Alex Newell, son contrat fut prolongé.

### Épisode 12:Mise à nu
- États-Unis /  Canada : 31 janvier 2013 sur FOX / Global
- France : 29 juin 2013 sur Orange Cinéhappy
- Québec : 13 novembre 2013 sur VRAK.TV

- États-Unis : 5,48 millions de téléspectateurs[33]

- Dianna Agron (Quinn Fabray)

- Torn (Natalie Imbruglia) (Rachel Berry)
- Centerfold/Hot In Herre (The J. Geils Band/Nelly) (Sam Evans, Ryder Lynn, Jake Puckerman et les Cheerios)
- A Thousand Years (Christina Perri) (Marley Rose et Jake Puckerman)
- Let Me Love You (Until You Learn to Love Yourself) (Ne-Yo) (Jake Puckerman)
- Love Song (Sara Bareilles) (Rachel Berry, Quinn Fabray, Santana Lopez)
- This Is The New Year (A Great Big World) (Blaine Anderson, Marley Rose et les New Directions)

### Épisode 13:Diva
- États-Unis /  Canada : 7 février 2013 sur FOX / Global
- France : 6 juillet 2013 sur Orange Cinéhappy
- Québec : 20 novembre 2013 sur VRAK.TV

- États-Unis : 6,03 millions de téléspectateurs[34]
- Canada : 791 000 téléspectateurs[35]

- Diva (Beyoncé) (Tina Cohen-Chang, Brittany Pierce, Wade "Unique" Adams avec Blaine Anderson, Marley Rose et Kitty Wilde)
- Don't Stop Me Now (Queen) (Blaine Anderson)
- Nutbush City Limits (Tina Turner) (Santana Lopez)
- Make No Mistake, She’s Mine (Kenny Rogers et Ronnie Milsap) (Santana Lopez et Sam Evans)
- Bring Him Home (Les Misérables) (Kurt Hummel et Rachel Berry)
- Hung Up (Madonna) (Tina Cohen-Chang)
- Girl On Fire (Alicia Keys) (Santana Lopez)

- La chanson Dancing On My Own de Robyn qui devait être reprise par Brittany dans l'épisode a finalement été coupée au montage.

### Épisode 14:Un peu, beaucoup, passionnément...
- États-Unis /  Canada : 14 février 2013 sur FOX / Global
- France : 6 juillet 2013 sur Orange Cinéhappy
- Québec : 27 novembre 2013 sur VRAK.TV

- États-Unis : 5,13 millions de téléspectateurs[36]
- Canada : 879 000 téléspectateurs[35]

- Amber Riley (Mercedes Jones)
- Mark Salling (Noah Puckerman)
- Harry Shum Jr (Mike Chang)
- Dianna Agron (Quinn Fabray)

- You're All I Need to Get By (Marvin Gaye et Tammi Terrell) (Marley Rose et Jake Puckerman)
- Getting Married Today (Company) (Will Schuester, Emma Pillsbury et Mercedes Jones)
- Just Can't Get Enough (Depeche Mode) (Kurt Hummel et Blaine Anderson)
- We've Got Tonight (Kenny Rogers et Sheena Easton) (Rachel Berry, Finn Hudson, Kurt Hummel, Blaine Anderson, Artie Abrams, Betty Pillsbury, Marley Rose, Jake Puckerman, Quinn Fabray et Santana Lopez)
- Anything Could Happen (Ellie Goulding) (Marley Rose, Artie Abrams et Jake Puckerman)

- Ali Stroker, candidate de l'émission The Glee Project saison 2, fait une apparition durant cet épisode, son personnage s'appelle Betty, il s'agit de la nièce d'Emma.
- Cet épisode est le troisième épisode spécial Saint Valentin après Les Chansons d'Amour et Joyeuse Saint-Valentin des saisons 2 et 3.

### Épisode 15:Comme au cinéma
- États-Unis /  Canada : 7 mars 2013 sur FOX / Global
- France : 13 juillet 2013 sur Orange Cinéhappy
- Québec : 4 décembre 2013 sur VRAK.TV

- États-Unis : 6,72 millions de téléspectateurs[37]
- Canada : 973 000 téléspectateurs[38]

- Don Most (Rusty Pillsbury)
- Valerie Mahaffey (Rose Pillsbury)

- You're All The World to Me (Royal Wedding) (Will Schuester et Emma Pillsbury)
- Shout (The Isley Brothers) (Blaine Anderson, Brittany Pierce et les New Directions)
- Come What May (Nicole Kidman et Ewan McGregor) (Kurt Hummel et Blaine Anderson)
- Old Time Rock and Roll / Danger Zone (Bob Seger / Kenny Loggins) (Sam Evans et Blaine Anderson et les garçons des New Directions)
- Diamonds Are a Girl's Best Friend / Material Girl (Marilyn Monroe / Madonna) (Wade "Unique" Adams, Marley Rose et les filles des New Directions)
- In Your Eyes (Peter Gabriel) (Will Schuester et les New Directions)
- Unchained Melody (The Righteous Brothers) (Jake Puckerman et Ryder Lynn)
- Footloose (Kenny Loggins) (Joe Hart, Sam Evans et Artie Abrams et les New Directions)

- Cet épisode est consacré aux musiques de films. La performance musicale sur "Shout" est la 500e de la série.
- La chanson Maniac de Michael Sembello devait être reprise par Tina, Brittany, Marley et Kitty.
- La chanson El Tango de Roxanne de Ewan McGregor, José Feliciano et Jacek Koman, du film Moulin Rouge devait être reprise par Brody.
- Dans l'épisode, les membres du Glee club proposent différentes chansons comme Dream Warriors de Dokken, Let the River Run de Carly Simon et Part of Your World de Jodi Benson, avant de chanter ensemble Shout.

### Épisode 16:Affrontements
- États-Unis /  Canada : 14 mars 2013 sur FOX / Global
- France : 13 juillet 2013 sur Orange Cinéhappy
- Québec : 11 décembre 2013 sur VRAK.TV

- États-Unis : 5,37 millions de téléspectateurs[39]

- How to Be a Heartbreaker (Marina and the Diamonds) (Rachel Berry et Brody Weston)
- The Bitch Is Back/Dress You Up (Elton John/Madonna) (Ryder Lynn et Wade "Unique" Adams)
- Cold Hearted (Paula Abdul) (Santana Lopez)
- Bye Bye Bye/I Want It That Way (N Sync/Backstreet Boys) (Will Schuester, Finn Hudson et les garçons des New Directions)
- I Still Believe/Super Bass (Mariah Carey/Nicki Minaj) (Blaine Anderson et Sue Sylvester avec les Cheerios)
- Closer (Tegan and Sara) (Ryder Lynn et Jake Puckerman et les New Directions)

### Épisode 17:Plaisirs coupables
- États-Unis /  Canada : 21 mars 2013 sur FOX / Global
- France : 20 juillet 2013 sur Orange Cinéhappy
- Québec : 18 décembre 2013 sur VRAK.TV

- États-Unis : 5,91 millions de téléspectateurs[40]
- Canada : 1,21 million de téléspectateurs[41]

- Wake Me Up Before You Go-Go (Wham) (Blaine Anderson, Sam Evans et les New Directions)
- Copacabana (Barry Manilow) (Sam Evans et les New Directions)
- Against All Odds (Phil Collins) (Blaine Anderson)
- Wannabe (Spice Girls) (Tina Cohen-Chang, Marley Rose, Kitty Wilde, Brittany S. Pierce et Wade "Unique" Adams)
- My Prerogative (Britney Spears / Bobby Brown) (Jake Puckerman et les garçons des New Directions)
- Creep (Radiohead) (Rachel Berry et Brody Weston)
- Mamma Mia (ABBA) (Rachel Berry, Kurt Hummel, Santana Lopez, Blaine Anderson, Sam Evans, Marley Rose, Kitty Wilde et les New Directions)

- Darren Criss, l'interprete de Blaine Anderson, chante le titre Against All Odds en live, durant le tournage de l'épisode.
- Sam Evans devait interpréter I Knew You Were Trouble de Taylor Swift mais la chanson fut remplacée par une autre.

### Épisode 18:Dernière chance
- États-Unis /  Canada : 11 avril 2013 sur FOX / Global
- France : 20 juillet 2013 sur Orange Cinéhappy
- Québec : 8 janvier 2014 sur VRAK.TV

- États-Unis : 6,67 millions de téléspectateurs[42]

- Your Song (Elton John) (Ryder Lynn)
- More Than Words (Extreme) (Sam Evans et Brittany Pierce)
- Say (John Mayer) (Blaine Anderson, Kitty Wilde, Marley Rose, Sam Evans, Ryder Lynn et Brittany Pierce)

### Épisode 19:Le Droit de rêver
- États-Unis /  Canada : 18 avril 2013 sur FOX / Global
- France : 27 juillet 2013 sur Orange Cinéhappy
- Québec : 15 janvier 2014 sur VRAK.TV

- États-Unis : 6,14 millions de téléspectateurs[43]
- Canada : 1,14 million de téléspectateurs[44] (première diffusion)

- Idina Menzel (Shelby Corcoran)

- Harlem Shake (Baauer) (en fond musical)
- Next to Me (Emeli Sandé) (Rachel Berry et Shelby Corcoran)
- (You Gotta) Fight for Your Right (To Party!) (Beastie Boys) (Finn Hudson et Noah Puckerman et les étudiants)
- You Have More Friends Than You Know (Mervyn Warren) (Marley Rose, Blaine Anderson, Sam Evans et Wade "Unique" Adams)
- Big Lights (Sammy Adams) (en fond musical)
- Don't Stop Believin' (Journey) (Rachel Berry avec Finn Hudson, Mercedes Jones, Tina Cohen-Chang, Kurt Hummel et Artie Abrams)
- Outcast (Glee Cast) (Marley Rose, Jake Puckerman, Ryder Lynn, Wade "Unique" Adams, Kitty Wilde et les New Directions)

- You Have More Friends That You Know est supposée être écrite par Marley (et donc être une chanson originale) mais la chanson existait déjà avant.
- Le titre Don't Stop Believin' du groupe Journey est interprété pour la cinquième fois dans la série.
- C'est le dernier épisode de la saison  dans lequel apparaît Cory Monteith, à la suite de son admission en cure de désintoxication le 1er avril 2013. La fatalité voudra que cela soit son dernier épisode dans la série car il décédera peu avant le début du tournage de la saison 5, le 13 juillet 2013.

### Épisode 20:Blackout
- États-Unis /  Canada : 25 avril 2013 sur FOX / Global
- France : 27 juillet 2013 sur Orange Cinéhappy
- Québec : 22 janvier 2014 sur VRAK.TV

- États-Unis : 5,24 millions de téléspectateurs[45]

- Sarah Jessica Parker (Isabelle Wright)
- Jessica Sanchez (Frida Romero)

- You've Lost That Lovin' Feelin' (The Righteous Brothers) (Sam Evans et Ryder Lynn)
- Call On Me (Eric Prydz) (en fond musical)
- Everybody Hurts (R.E.M.) (Ryder Lynn)
- We Will Rock You (Queen) (Artie Abrams, Blaine Anderson, Jake Puckerman, Ryder Lynn et les New Directions)
- Little Girls (Annie) (Sue Sylvester)
- At The Ballet (A Chorus Line) (Santana Lopez, Isabelle Wright, Kurt Hummel et Rachel Berry)
- The Longest Time (Billy Joel) (Artie Abrams, Kitty Wilde, Marley Rose, Jake Puckerman, Ryder Lynn et Sam Evans)

- À l'origine, You've Lost That Lovin' Feelin' devait être un solo de Sam.

### Épisode 21:Fanta-Stevie-que
- États-Unis /  Canada : 2 mai 2013 sur FOX / Global
- France : 3 août 2013 sur Orange Cinéhappy
- Québec : 29 janvier 2014 sur VRAK.TV

- États-Unis : 5,19 millions de téléspectateurs[46]

- Amber Riley (Mercedes Jones)
- Harry Shum Jr (Mike Chang)
- Katey Sagal (Nancy Abrams)

- Signed, Sealed, Delivered I'm Yours (Kitty Wilde avec Ryder Lynn et Jake Puckerman)
- Superstition (Mercedes Jones, Marley Rose et Blaine Anderson avec les New Directions)
- You Are the Sunshine of My Life (Kurt Hummel avec Kitty Wilde, Tina Cohen-Chang et Marley Rose)
- I Wish (Jake Puckerman avec Mike Chang et les New Directions)
- Uptight (Everything's Alright) (Cassandra July avec les élèves de la NYADA)
- Higher Ground (Mercedes Jones)
- For Once In My Life (Artie Abrams avec les New Directions)

- Cet épisode rend hommage au répertoire de Stevie Wonder. Sept de ses titres y sont interprétés.

### Épisode 22:Tout ou rien
- États-Unis /  Canada : 9 mai 2013 sur FOX[47] / Global
- France : 3 août 2013 sur Orange Cinéhappy
- Québec : 5 février 2014 sur VRAK.TV

- États-Unis : 5,92 millions de téléspectateurs[48]
- Canada : 902 000 téléspectateurs[49]

- Jessica Sanchez (Frida Romero)
- Patty Duke (Jan)
- Meredith Baxter (Liz)
- Jack Plotnick (Dr Leonard Halpman)

- To Love You More (Céline Dion) (Rachel Berry)
- Rainbow Connection (Paul Williams & Kenneth Ascher)  (Les Waffletoots)
- Clarity (Zedd ft. Foxes)  (Frida Romero et les Hoosierdaddies)
- Wings (Little Mix) (Frida Romero et les Hoosierdaddies)
- Hall Of Fame (The Script ft. Will.i.am)  (Artie Abrams, Sam Evans, Ryder Lynn, Jake Puckerman, Joe Hart et les New Directions)
- I Love It (Icona Pop) (Kitty Wilde, Marley Rose, Tina Cohen-Chang, Wade "Unique" Adams, Brittany Pierce, Sugar Motta)
- All or Nothing (Glee Cast)  (Marley Rose et Blaine Anderson)